# If I Could Only Remember My Name
If I Could Only Remember My Name är ett musikalbum av David Crosby, hans solodebut, som lanserades i februari 1971 på Atlantic Records. Det skulle sedan dröja 18 år innan Crosby släppte ett nytt soloalbum. På skivan medverkar många kända musiker, bland dem Graham Nash, Neil Young, Jerry Garcia, Bill Kreutzmann, Jorma Kaukonen och Joni Mitchell. "Music Is Love" släpptes som singel från skivan och nådde #95 på Billboard Hot 100.

## Låtlista
Sida 1
1. "Music is Love" (David Crosby/Graham Nash/Neil Young) – 3:18
2. "Cowboy Movie" – 8:02
3. "Tamalpais High (At About 3)" – 3:29
4. "Laughing" – 5:20

Sida 2
1. "What Are Their Names" (David Crosby/Jerry Garcia/Phil Lesh/Michael Shrieve/Neil Young) – 4:09
2. "Traction in the Rain" – 3:40
3. "Song With No Words" – 5:53
4. "Orleans" (trad.) – 1:56
5. "I'd Swear There Was Somebody Here" – 1:19

- På en nyutgåva 2006 ingick även bonusspåret "Kids and Dogs" – 7:01

- Alla låtar skrivna av David Crosby där inget annat anges.

## Medverkande
Musiker
- David Crosby – sång, gitarr
- Graham Nash – gitarr, sång (på "Music Is Love"); sång (på "Tamalpais High", "Laughing", "What Are Their Names", "Traction in the Rain" och "Song with No Words")
- Jerry Garcia – elektrisk gitarr (på "Cowboy Movie", "Tamalpais High", "What Are Their Names" och "Song with No Words"); pedal steel guitar (på "Laughing"); gitarr (på "Kids and Dogs"); sång (på "What Are Their Names")
- Neil Young – gitarr, sång (på "Music Is Love" och "What Are Their Names"); basgitarr, vibrafon, congas (på "Music Is Love")
- Jorma Kaukonen – elektrisk gitarr (på "Tamalpais High" och "Song with No Words")
- Laura Allan – autoharp, sång (på "Traction in the Rain")
- Gregg Rolie – piano (på "Song with No Words")
- Phil Lesh – basgitarr (på "Cowboy Movie", "Tamalpais High", "Laughing" och "What Are Their Names"); sång (på "What Are Their Names")
- Jack Casady – basgitarr (på "Song with No Words")
- Bill Kreutzmann – trummor (på "Tamalpais High" and "Laughing"); tamburin (på "Cowboy Movie")
- Michael Shrieve – trummor (på "What Are Their Names" och "Song with No Words")
- Mickey Hart – trummor (på "Cowboy Movie")
- Joni Mitchell – sång (på "Laughing" och "What Are Their Names")
- David Freiberg, Paul Kantner, Grace Slick – sång (på "What Are Their Names")

Produktion
- David Crosby – musikproducent
- Stephen Barncard – ljudtekniker, digital remastering
- Ellen Burke – assisterande ljudtekniket
- Gary Burden – omslagsdesign
- Henry Diltz – foto
- David Geffen – organisering

## Listplaceringar
- Billboard 200, USA: #12[1]
- UK Albums Chart, Storbritannien: #12[2]
- Kvällstoppen, Sverige: #12[3]